# Catedral de la Santíssima Trinitat (Sibiu)
La catedral de la Santíssima Trinitat, Sibiu (en romanès: Catedrala Sfânta Treime din Sibiu), situat al carrer Mitropoliei 35, a Sibiu, Romania, és la seu de l'⁣arquebisbe ortodox romanès de Sibiu i metropolità de Transsilvània. Va ser construïda a l'estil d'una basílica romana d'Orient, inspirada en Santa Sofia, amb les agulles principals influenciades per l'arquitectura de l'església de Transsilvània i els elements barrocs.
La idea de construir una catedral ortodoxa a Sibiu va començar amb el metropolità Andrei Șaguna, que a la tardor de 1857 va demanar permís a l'emperador Francesc Josep I per enviar una circular a la seva diòcesi demanant que els sacerdots i laics fessin donacions. Va enviar la carta abans de Nadal d'aquell any, i el primer donant va ser el mateix emperador, que va donar 1.000 monedes d'or, seguit del governador de Transsilvània amb 50, Șaguna amb 2000 florins i molts altres. Les donacions van continuar arribant després de la mort de Șaguna el 1873; la pedra angular es va posar el 18 d'agost de 1902, quan Ioan Mețianu era metropolità. Per tal d'alliberar l'espai per construir la catedral (que ocupava cinc solars al carrer Mitropoliei i tres al carrer Xenopol, on també té entrada), es van haver d'enderrocar vuit cases properes, així com la petita església grega construïda el 1797-1799 que fins llavors havia servit de catedral.

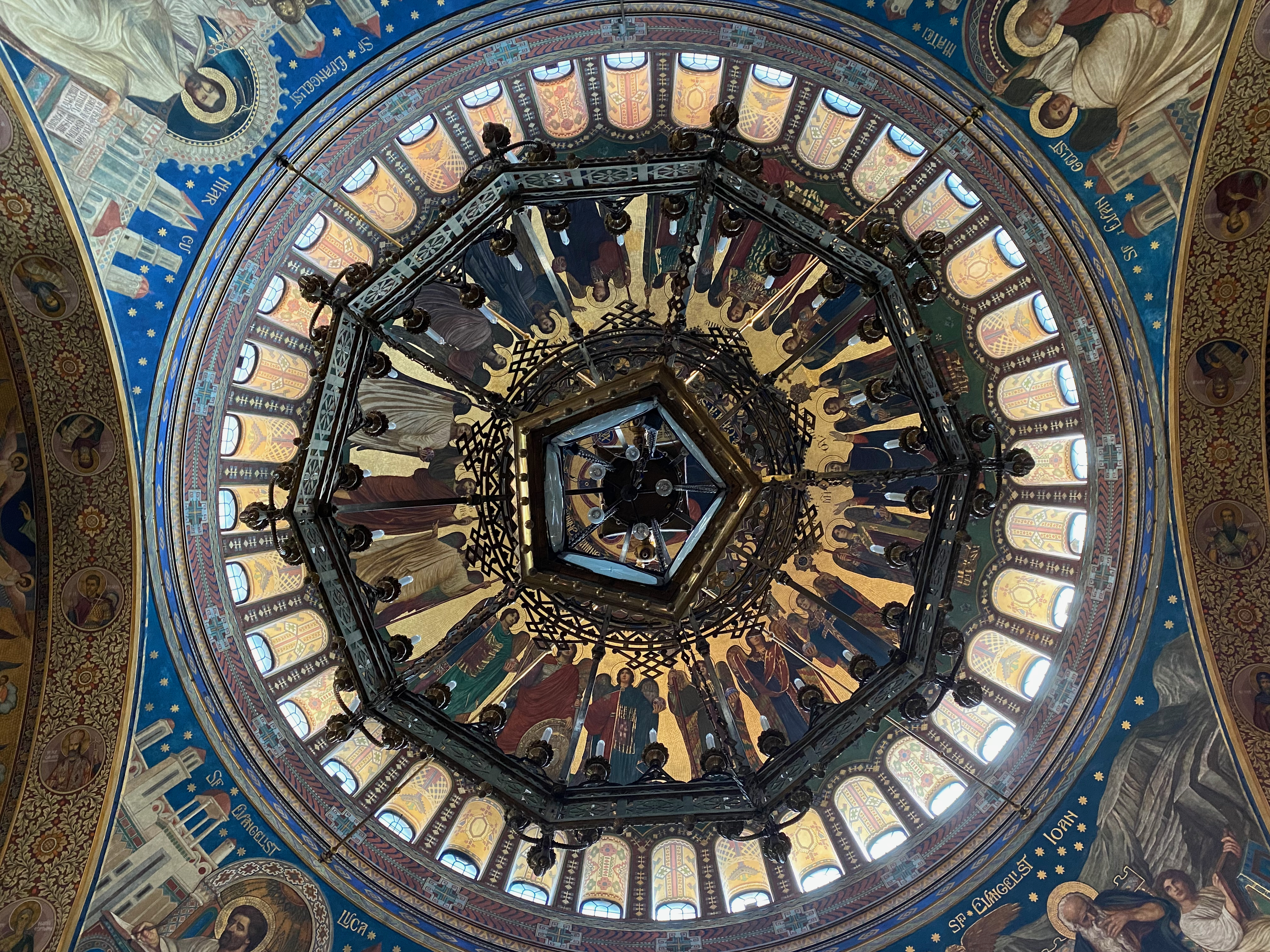
Interior de la cúpula

Les obres, coordinades per l'arquitecte de la ciutat Iosif Schussnig, van començar l'any 1902 i es van acabar l'any 1904, quan es va fer la coberta de coure. El projecte, de Virgil Nagy i Iosif Kamner de Budapest, va ser escollit entre els dissenys presentats per 31 arquitectes principalment austríacs i hongaresos. El 13 de desembre de 1904, les quatre campanes van ser beneïdes i col·locades a les dues agulles principals. Durant la Primera Guerra Mundial, l'⁣exèrcit austrohongarès va fondre les tres campanes de l'agulla occidental per utilitzar-les com a canons; aquestes no es van substituir fins al 1926. L'⁣iconòstasi i els kliros van ser fabricats llavors a l'empresa de Constantin Babic a Bucarest⁣; també es va instal·lar il·luminació elèctrica. L'iconòstasi (de fusta tallada daurada) i la cúpula (que mostra Crist Pantocràtor flanquejat per àngels) van ser pintades per Octavian Smigelschi, del poble proper de Ludoș.
L'exterior és de maó vermell i groc. L'àmplia nau està vorejada per cobertes esfèriques més petites i quatre torres: dues octogonals més petites, i dues més grans prop de l'entrada de base quadrada que esdevé octogonal a la zona del campanar. Els extrems de les torres tenen forma de bombetes dobles, amb una claraboia al centre. L'entrada principal es fa per un pòrtic amb tres portes de mig punt. Darrere d'aquest i entre les torres principals hi ha un ampli vestíbul semicircular amb un vitrall de forma semblant, mentre que l'exterior està decorat amb mosaics rodons que mostren Jesús i els Quatre Evangelistes. La catedral fa 53,10 m de llargada i 25,40 m d'amplada al centre, la cúpula fa 24,70 m d'alçada (34,70 m a l'exterior) i 15 m de diàmetre, mentre que les agulles fan 43 m d'alçada (45 m incloses les creus).
El 30 d'abril de 1906, el metropolità Mețianu, unit al seu bisbe sufragani d'⁣Arad, Ioan Papp, i un grup de sacerdots i diaques, va consagrar la catedral. Nicolae Iorga també hi va ser present; donà un engolpió de plata i una valuosa icona. Des de la seva inauguració, la catedral ha sofert diverses restauracions i millores: les parets han estat decorades amb pintures neobizantines d'Iosif Keber i Anastase Demian, i s'hi han afegit objectes litúrgics, vestidures, llibres i un sistema de so. La Divina Litúrgia i les Vespres hi tenen lloc diàriament, així com altres serveis quan es preveuen.